# Les Hayons
Les Hayons [lɛajɔ̃] (en wallon Les Hayons) est une section de la ville belge de Bouillon située en Région wallonne dans la province de Luxembourg.

## Étymologie
Les bois peu étendus (wallon ayon, dérivé du germanique *hagha « haie ») ou les abris de paille ou de branchages (wallon hayon).

## Démographie
- Source: INS recensements population

## Histoire
Anciennement, Les Hayons est situé dans une région frontière appartenant à la tribu des Condruzes, séparée de celle des Trévires par le ruisseau des Alleines. Au temps des rois fainéants, sous Sigebert III, le ruisseau fut aussi la frontière délimitant l’évêché de Liège de l’évêché de Trêves dans le territoire d'Austrasie.
Les divisions religieuses du Moyen Âge le soumettent à l'évêché de Liège, la roche percée (petra pertusa) étant la limite de cet évêché ainsi que des évêchés de Reims et de Trèves.
Au XIIIe siècle, un seigneur de la famille de Sapogne possède les seigneuries des Hayons, Bellevaux et le ban Guillaume (à mi-chemin entre Vivy et Rochehaut).
En 1300, un acte dressé par le prévôt de Bouillon, Gilles de Waha (avec l'aval de l’évêque de Liège, duc de Bouillon) charge les habitants de la seigneurie des Hayons d'une redevance annuelle et perpétuelle de plusieurs services envers le château de Bouillon.
Dans les années 1419 - 1451, une alliance donne à la famille Dolez un tiers des droits sur les 3 seigneuries. Les Sapogne gardent les deux tiers et tous les droits honorifiques.
En 1454, les Sapogne résident à Brienne ou Beryenne, un endroit bâti d'une ferme entre Les Hayons et Bellevaux.
Les seigneurs des Hayons et de Bellevaux avaient toujours reconnu la souveraineté du duc de Bouillon mais en 1451, Guillaume de Sapogne se met sous la protection du comte de Nevers, seigneur de Raucourt, et lui concède les deux seigneuries.
En 1570, il est proposé que Bellevaux relèverait de Bouillon tandis que Les Hayons et Dohan relèveraient de Raucourt.
Cet arrangement n'est pas accepté par l’évêque de Liège. Le 14 octobre 1574, Antoine-François de Sapogne vend sa part dans la Seigneurie des Hayons à Guillaume d'Oyembrugge de Duras, baron de Meldert.
Le 25 septembreb 1593, ce même baron acquiert une autre partie de cette seigneurie, possédant ainsi les deux tiers de la seigneurie des Hayons. Il est alors gouverneur de Bouillon pour le duc, l'évêque de Liège.
Destitué de ses fonctions en 1609, il réengage la vieille querelle, engageant Raucourt à saisir la terre des Hayons et lui en fait hommage le 27 mai 1610.
C'est en 1612 que les parts de la famille Dolez sont acquises par les Lardenois de Ville.
En 1616, le baron de Meldert marie son quatrième fils Lambert à Valentine de Havré et lui donne en dot ses droits sur Les Hayons, Bellevaux et le Ban Guillaume.
Ce nouveau Seigneur, pour éviter tout problème avec Lardenois de Ville, fait un partage. Les Hayons avec le hameau de La Cornette, Bellevaux et le Ban Guillaume vont aux Duras.
Le Sieur Lardenois de Ville obtiendra les deux tiers de Dohan. De plus, il conserve une partie de ses terres dans la part du Sieur de Duras. Cette partie fut rachetée par Duras en 1619.
Avec la Seigneurie de Dohan, Lardenois de Ville acquiert le droit d'y créer justice et officier.
Le Baron de Meldert, veuf d'un premier mariage, se remarie à l'insu de sa famille avec une nommée Guillelmine Dupin. Un contrat de mariage assure plusieurs avantages à l'épouse. À la mort du baron, celle-ci prétend avoir des droits sur Les Hayons.
Le 30 octobre 1623, un arrêt de la cour souveraine de Bouillon la déboute de ses prétentions et partage la succession du baron entre sa veuve et les enfants des deux lits.
Après la mort de son père, Lambert d'Oyembrugghe de Duras reconnaît l'autorité de la cour de Bouillon et renie l'hommage rendu par son père en 1610 au prince de Raucourt.
Il ajoute bientôt à ses titres celui de seigneur souverain des Hayons. Il rend la justice et fait battre monnaie. Pour s'établir, il choisit une ferme isolée sur les bords de la Semois. C'est là, à La Vanette, qu'un nommé Jean Wiet de Mézieres reçoit le titre de contrôleur de la monnaie. C'est un certain Daniel Goffin, natif de Givonne, qui est chargé de graver les moules et de fondre la monnaie en sa fonction de maître-ouvrier.
Pendant ce temps, les deux princes qui se disputent la souveraineté des Hayons: le duc de Bouillon et le prince de Sedan et Raucourt s'alarment. Six conseillers se réunissent et décrètent que Les Hayons sera administré aux noms des deux princes mais cet arrangement n'est pas agréé par l'évêque de Liège, duc de Bouillon. Celui-ci juge plus profitable de s'entendre seul avec son ambitieux vassal. Le dix octobre 1629, contre deux mille florins que lui paye le duc, Lambert d'Oyembrugghe de Duras abandonne ses prétentions et reconnaît le prince évêque pour son suzerain. Hélas, les monnayeurs ne s'en tirèrent pas si bien. Ils furent accusés du crime de faux-monnayeurs et le maître-ouvrier Lanoüe fut pendu au lieu-dit La Falize à Bouillon.
Lambert d'Oyembrugghe de Duras perd la vie en 1630 lors de la campagne d'Italie, à Pignerol (Piémont).
La Dame Dupin recommence un nouveau procès contre ses filles mineures. Retirée ensuite dans sa maison de Noirefontaine, elle vend alors en réméré (avec droits de rachat) les droits qu'elle prétend avoir sur Les Hayons au Sieur Lardenois de Ville.
Le domaine des Hayons était échu, par héritage, aux trois filles de Lambert d'Oyembrugghe de Duras. Celui-ci avait désigné comme tuteur de ses filles, Florent de Hampteau - Lieutenant gouverneur de Bouillon. Les trois demoiselles de Duras devinrent pensionnaires au couvent des Sépulchrines de Bouillon en 1633 (L'actuel Archéoscope).
L'aînée, morte en 1635, lègue une partie de sa fortune aux religieuses pendant que les deux autres entrent dans les ordres. En 1643, seule la cadette vit encore et son testament écrit le 13 mars 1644 fait du couvent son héritier universel.
Pour l'anecdote, on raconte que la plus jeune des demoiselles de Duras, Claude, née d'un second mariage, se rendait souvent dans ses dépendances pour rendre visite à ses "manouvriers". C'est ainsi qu'elle traversait Les Hayons pour aller à La Cornette. À l'époque, le chemin vers ce hameau était bien dégagé et la vue portant loin, il était facile de voir à bonne portée. Lorsque Claude arrivait dans une petite carriole attelée, sa cornette blanche attirait l'attention. Alors, lorsque l'un ou l'autre repérait cette "balise" blanche mouvante, il criait à ses proches : "Attention! La cornette!". Et le terme La Cornette devint vite le nom du hameau.
Les différentes guerres jettent le trouble dans nos régions. Les religieuses privées d'une grande partie de leurs biens, se dispersent en 1646. Seules quelques-unes restent à Bouillon pour surveiller l'établissement.
Le Sieur Lardenois de Ville, profitant de cette détresse, se met en possession de la partie des Hayons et de Bellevaux qu'il avait achetée en 1635 à la Dame Dupin. Il s'agit des droits utiles.
Par un arrêt du 23 décembre 1648, le couvent ne possède plus que les 3/4 de ses droits.
Le baron de Bolandre, fils et héritier de Lardenois, ne se contente plus de ses droits utiles; il veut joindre à sa seigneurie de Dohan les droits honorifiques sur Les Hayons.
Comme la dame Dupin n'avait vendu son prétendu quart que par engagère, les religieuses qui sont alors revenues à la prospérité imaginent pour débouter les Lardenois, de se mettre à la place des héritiers de la dame Dupin. Elles s'adressent à sa fille, la dame de Berlo, qui leur cède ses droits.
Un arrêt de la cour de Bouillon rendu le 10 juillet 1694 autorise les religieuses à user du droit de rachat et à reprendre possession en entier des Hayons moyennant le payement de 750 livres.
Ceci eut comme conséquence de rendre Les Hayons et Dohan complètement neutres pendant près d'un siècle.
En voici les raisons:
Ayant appris le stratagème utilisé par les religieuses, Guillaume Lardenois de Ville veut se déclarer indépendant comme l'a fait Lambert d'Oyembrugghe de Duras. Pendant quelque temps le procureur de la cour souveraine de Bouillon, Didier de Sandron, lui résiste. Il doit donc abandonner ses idées d'indépendance absolue et se faire un appui. Il a recours au moyen si souvent employé par ses prédécesseurs : il rend foi et hommage pour sa part de seigneurie au roi de France, seigneur de Raucourt.
Les officiers de la justice des Hayons refusent d'accepter l'entreprise de leur seigneur; par un acte du 1er avril 1695, ils se reconnaissent sujets du duc de Bouillon.
En 1701, le 21 février, les religieuses veulent mettre fin à tous ces procès. Elles vendent leurs droits à leur antagoniste pour la somme de 11000 livres.
Mais le duc de Bouillon refuse de reconnaître cet aliénation.
Elles demeurèrent donc, malgré elles, propriétaires des 3/4 de la seigneurie des Hayons.
En 1719, le duc de Bouillon consent à prendre le conseiller du roi pour arbitre. Celui-ci rend un arrêt le 27 février qui ne décide rien sinon que les choses resteraient provisoirement les mêmes. Ils s'ensuivit que nos deux villages jouirent d'une parfaite neutralité : plus aucun payement de droits, aucune corvée ni en argent ni en nature.
Le baron de Bolandre meurt le 17 mai 1726. Le provisoire continue.
En 1760, le vicomte Conrad-Adolphe-Louis de Lardenois de Ville, fils et héritier du baron de Bolandre, vend Dohan et son quart des Hayons, Bellevaux, Le ban Guillaume et toutes les dépendances à monsieur Jean-Louis Bodson, gouverneur de Bouillon, pour la somme de 30 000 livres.
Le duc de Bouillon agrée cette acquisition et autorise Bodson à faire le double hommage à Metz et à Bouillon.
Quelques années plus tard, la part de Bodson passe au Sieur Thibaut, procureur général à la cour souveraine de Bouillon.
Le dernier seigneur des Hayons est un Duchesne de Ruville. Il en devient propriétaire en 1769 par son mariage avec la demoiselle Thibaut.
Les seigneurs et les religieuses font hommage aux deux princes. Mais les habitants sont en désaccord. La dernière lutte soutenue par les deux villages a lieu à l'occasion d'un des événements les plus considérables des Temps Modernes: La convocation des États Généraux en 1789.
Invités par le grand bailli d'épées de Sedan à prendre part à la réunion pour nommer les députés, nos représentants refusent de s'y rendre.
Le procureur général de Bouillon fait protester par huissier contre cette invitation le 23 mars 1789. Quelques années plus tard, ce très long procès est jugé sans appel.
En 1793, les citoyens des Hayons deviennent citoyens français !
En l'an V de la république (1797), Les Hayons, Bellevaux et La Cornette sont réunis au département des Ardennes (canton de Bouillon), aux confins de la République française.
En 1815, le traité de Vienne cède le duché de Bouillon aux Pays-Bas.
Plus tard, en 1831, le traité de Londres l'annexe définitivement à la Belgique.
En 1858, Bellevaux avec Noirefontaine forment une seule commune. Les Hayons, La Cornette et Dohan en forment une autre.
En 1897, Bellevaux trouve son statut de commune indépendante.
En 1906, Les Hayons et la Cornette sont séparés de Dohan et forment une commune distincte.
En décembre 1975, sous l'influence du Ministre de l'Intérieur de l'époque, le gaumais Joseph Michel (Virton), la fusion des communes rattache l'entité des Hayons à la commune de Bouillon.

## Patrimoine et culture

### Culture

#### Légendes
Le village de Les Hayons est surtout connu pour ses légendes de fées. Déjà en 1851, A. De Premorel racontait dans son livre Un peu de tout à propos de la Semois la légende des fées du Hultai. Cette légende fut également reprise par Émile Tandel en 1893 et par Louis Banneux en 1924 dans son livre Les fées du Hultai et autres légendes.
Actuellement encore deux artistes font revivre ces légendes à La ferme des Fées.